# Mimotropidema
Mimotropidema – rodzaj chrząszczy z rodziny kózkowatych i podrodziny zgrzypikowych. 

## Zasięg występowania
Przedstawiciele tego rodzaju występują na Madagaskarze.

## Systematyka
Do Mimotropidema należą 2 gatunki:
- Mimotropidema chrysocephala
- Mimotropidema nigerrima